# Achyranthes mutica
Achyranthes mutica (tiếng Anh thường gọi là Blunt Chaff Flower) là một loài thực vật thuộc họ Amaranthaceae. Nó là loài đặc hữu của Hawaii. Các môi trường sống tự nhiên của chúng là vùng rừng khô và vùng đất có cây bụi nhiệt đới hoặc cận nhiệt đới. Nó bị đe dọa do mất môi trường sống.